# Lista de pinturas de Rosalba Carriera
Esta é uma lista de pinturas de Rosalba Carriera.
Carriera é reconhecida como uma das pioneiras do estilo rococó, tendo aliás liderado a transição artística que tornou esse estilo o mais apreciados nas principais cortes europeias. É também reconhecida como tendo desenvolvido novas técnicas para a pintura em miniatura e com pastel.

## Lista de pinturas
{{

{{

{{

{{

{{

{{

{{

{{

{{

{{

{{

{{

{{

{{

{{

{{

{{

{{

{{

{{

{{

{{

{{

{{

{{

{{

{{

{{

{{

{{

{{

{{

{{

{{

{{

{{

{{

{{

{{

{{

{{

{{

{{

{{

{{

{{

{{

{{

{{

{{

{{

{{

{{

{{

{{

{{

{{

{{

{{

{{

{{

{{

{{

{{

{{

{{

{{

{{

| Imagem | Título                                                                                       | Data           | Material               | Coleção                                                       | Descrição |
| ------ | -------------------------------------------------------------------------------------------- | -------------- | ---------------------- | ------------------------------------------------------------- | --- |
|        | Bernhard Julius von Schwartz                                                                 | 2nd millennium | marfim                 | Rijksmuseum                                                   | https://www.rijksmuseum.nl/nl/collectie/SK-A-4032 }} |
|        | Damenbildnis, Brustbild                                                                      | 1700           |                        | Führermuseum Munich Central Collecting Point                  | }} |
|        | Damenbildnis mit rotem Mantel mit Schwanenbesatz (Der Winter, Selbstbildnis)                 | 1700           |                        | Führermuseum                                                  | }} |
|        | Autorretrato                                                                                 | 18th century   | tinta a óleo tela      |                                                               | }} |
|        | Autorretrato                                                                                 | 18th century   |                        | Collezioni di Palazzo Nerucci                                 | }} |
|        | Retrato de homem                                                                             | 1710           |                        | Metropolitan Museum of Art                                    | }} |
|        | Friedrich August II                                                                          | 1714           |                        | Museu de História da Arte em Viena                            | }} |
|        | Autorretrato                                                                                 | 1715           | pastel papel           | Galleria degli Uffizi                                         | https://www.brooklynmuseum.org/eascfa/dinner_party/heritage_floor/rosalba_carriera }}                                                                                                  |
|        | Cavalheiro com casaco e capa                                                                 | 2nd millennium |                        | Coleções Nacionais de Dresden                                 | }} |
|        | Pisana Mocenigo                                                                              | 2nd millennium |                        | Coleções Nacionais de Dresden                                 | https://skd-online-collection.skd.museum/Details/Index/447058 }} |
|        | Jovem                                                                                        | 2nd millennium |                        | Coleções de Pinturas do Estado da Baviera                     | }} |
|        | A Turk                                                                                       | 2nd millennium | pastel papel           | Coleções Nacionais de Dresden                                 | }} |
|        | Louis XV                                                                                     | 1720           | pastel papel           | Coleções Nacionais de Dresden                                 | }} |
|        | África                                                                                       | 1720           |                        | Coleções Nacionais de Dresden                                 | }} |
|        | Porträt der Maria Josepha of Austria (1699-1757)                                             | 1720           | pastel                 | Pinacoteca dos Mestres Antigos                                | }} |
|        | Portrait of Louis XV as a child                                                              | 1720           |                        | Palácio de Versalhes                                          | https://www.chateauversailles.fr/presse/collections/acquisition-portrait-louis-xv-enfant-rosalba-carriera https://www.chateauversailles.fr/actualites/vie-domaine/acquisitions#2024 }} |
|        | Portrait of a woman                                                                          | 1720s          | pastel madeira         | Complesso di santa Caterina                                   | }} |
|        | The painter Antoine Watteau                                                                  | 1720s          | pastel madeira         | Complesso di santa Caterina                                   | }} |
|        | Moça segurando macaco                                                                        | 1721           | pastel papel           | Departamento de Artes Gráficas do Museu do Louvre             | http://arts-graphiques.louvre.fr/detail/oeuvres/5/7116-Portrait-de-jeune-fille-tenant-un-singe https://www.photo.rmn.fr/archive/17-633609-2C6NU0AKWOL6P.html }}                        |
|        | Retrato de moça                                                                              | 1721           | pastel papel           | Departamento de Artes Gráficas do Museu do Louvre             | http://arts-graphiques.louvre.fr/detail/oeuvres/0/7115-Portrait-de-jeune-fille }} |
|        | Nymphe de la Suite d'Apollon                                                                 | 1721           | papel pastel           | Departamento de Artes Gráficas do Museu do Louvre             | }} |
|        | Portrait of Antoine Watteau                                                                  | 1721           | pastel papel           | Luigi Bailo Museum                                            | https://reproarte.com/de/component/virtuemart/portraet-antoine-watteau-detail https://olharfeliz.typepad.com/pastels/2007/05/index.html }}                                             |
|        | Faustina Bordoni                                                                             | 1720s          | pastel papel           | Pinacoteca dos Mestres Antigos                                | https://skd-online-collection.skd.museum/Details/Index/447140 https://artsandculture.google.com/asset/wd/HAEKF8JBrRM3jQ }}                                                             |
|        | Portrait of a boy                                                                            | 1720s          | pastel papel           | Accademia                                                     | }} |
|        | Cavalheiro com casaco e capa                                                                 | 1727           | pastel papel           | Coleções Nacionais de Dresden                                 | }} |
|        | Clemens Augustus                                                                             | 1727           |                        | Coleções Nacionais de Dresden                                 | }} |
|        | Portrait of the French consul Le Blond                                                       | 1727           | pastel papel           | Accademia                                                     | }} |
|        | Cavalheiro com casaco e capa                                                                 | 1727           | pastel papel           | Pinacoteca dos Mestres Antigos Coleções Nacionais de Dresden  | }} |
|        | Serviçal                                                                                     | 1728           |                        | Coleções Nacionais de Dresden                                 | }} |
|        | Autorretrato como inverno                                                                    | 1730s          | pastel papel           | Coleções Nacionais de Dresden                                 | https://skd-online-collection.skd.museum/Details/Index/445511 }} |
|        | Maria Theresa                                                                                | 1730           | pastel papel           | Pinacoteca dos Mestres Antigos Coleções Nacionais de Dresden  | https://skd-online-collection.skd.museum/Details/Index/450273 https://artsandculture.google.com/asset/wd/9AEHiSDBLOkM3A }}                                                             |
|        | Gustavus Hamilton                                                                            | 1730s          |                        | Metropolitan Museum of Art                                    | https://www.metmuseum.org/toah/works-of-art/2002.22/ }} |
|        | Moça da Família Le Blond                                                                     | 1730           | pastel papel           | Accademia                                                     | }} |
|        | Caridade e justiça                                                                           | 1730s          | pastel papel           | Pinacoteca dos Mestres Antigos                                | }} |
|        | Portrait of Faustina Bordoni Hasse                                                           | 1730s          | pastel papel           | Ca' Rezzonico                                                 | http://www.archiviodellacomunicazione.it/sicap/OpereArte/7750/?WEB=MuseiVE }} |
|        | Porträt der Ursula Katharina von Altenbockum, Reichsfürstin von Teschen                      | 1730           | pastel papel           | Pinacoteca dos Mestres Antigos                                | }} |
|        | Wilhelmine Amalie                                                                            | 1730           | pastel papel           | Coleções Nacionais de Dresden                                 | }} |
|        | Painting                                                                                     | 1730s          | pastel papel           | Galeria Nacional de Arte Desenhos da Galeria Nacional de Arte | }} |
|        | Melchior de Polignac                                                                         | 1732           | pastel                 | Accademia                                                     | http://www.wga.hu/frames-e.html?/html/c/carriera/cardinal.html }} |
|        | Moça com flores no cabelo                                                                    | 1730s          |                        | Museu Nacional de Belas-Artes da Suécia                       | }} |
|        | Die Parze Lachesis                                                                           | 18th century   |                        | Coleções de Pinturas do Estado da Baviera                     | }} |
|        | Moça veneziana                                                                               | 18th century   | pastel papel           | Coleções Nacionais de Dresden                                 | }} |
|        | Friedrich Christian                                                                          | 1739           | pastel papel           | Coleções Nacionais de Dresden                                 | }} |
|        | Friedrich Christian                                                                          | 1739           | pastel papel           | Pinacoteca dos Mestres Antigos                                | }} |
|        | Barbara Campanini                                                                            | 1739           | pastel                 | Coleções Nacionais de Dresden                                 | }} |
|        | Sir John Reade, Bart.                                                                        | 1739           | pastel                 | Galeria Nacional de Arte Desenhos da Galeria Nacional de Arte | }} |
|        | Senhora                                                                                      | 1740           | pastel                 | Accademia                                                     | }} |
|        | Portrait of Felicita Sartori in Turkish costume                                              | 1740 1730s     |                        | Museu de Arte e História                                      | https://collections.geneve.ch/mah/oeuvre/portrait-de-felicita-sartori-en-costume-turc/ba-2004-0003-d }}                                                                                |
|        | Apollo                                                                                       | 1740s          |                        | Museu Hermitage                                               | }} |
|        | Porträt der Caterina Sagredo Barbarigo                                                       | 18th century   | pastel                 |                                                               | }} |
|        | Caterina Sagredo Barbarigo as Berenice                                                       | 1741           |                        | Detroit Institute of Arts                                     | }} |
|        | Portrait of Henry Fiennes Pelham-Clinton, ninth Earl of Lincoln and second Duke of Newcastle | 1741           | pastel papel vergé     | Centro de Arte Britânico de Yale                              | }} |
|        | Sir James Gray                                                                               | 1740s          |                        | Museu J. Paul Getty                                           | }} |
|        | Autorretrato                                                                                 | 1740s          | pastel                 | Accademia                                                     | http://www.gallerieaccademia.it/autoritratto }} |
|        | Bildnis Augustus III von Polen (1696-1763)                                                   | 18th century   |                        |                                                               | }} |
|        | Madonna praying                                                                              | 18th century   | pastel papel           | Museum of 18th-century Venice                                 | }} |
|        | Retrato de homem desconhecido                                                                | 18th century   | aquarela guache marfim | Museu Nacional de Belas-Artes da Suécia                       | }} |
|        | Louis XV as a Young Man (1710-1774)                                                          | 18th century   | pastel papel           | Museu de Belas Artes de Boston                                | https://collections.mfa.org/objects/33944 }} |
|        | Antonio Maria Zanetti                                                                        |                |                        | Museu Nacional de Belas-Artes da Suécia                       | }} |
|        | Head of an Old Man                                                                           |                |                        | Museu Nacional de Belas-Artes da Suécia                       | }} |
|        | Moça com coroa                                                                               |                |                        | Museu Nacional de Belas-Artes da Suécia                       | }} |
|        | Nils Bielke                                                                                  |                |                        | Museu Nacional de Belas-Artes da Suécia                       | }} |
|        | Bildnis eines jungen Mädchens                                                                |                |                        | Staatliche Kunsthalle                                         | https://www.kunsthalle-karlsruhe.de/kunstwerke/Rosalba-Carriera/Bildnis-eines-jungen-Mädchens/8BDA932947417E6850B669A2E8823D50/ }}                                                     |
|        | Portrait of a young lady, (An allegory of Spring)                                            |                |                        |                                                               | }} |
|        | Portrait of a lady, holding grapes (An allegory of Autumn)                                   |                |                        |                                                               | }} |
|        | Portrait of a Woman with Mask                                                                |                |                        | Art collections of Fondazione Cariplo                         | }} |
|        | Autoritratto                                                                                 |                |                        |                                                               | }} |
|        | Portait of young woman                                                                       |                | pastel papel           | Accademia                                                     | }} |